# Segunda Liga
Segunda Liga je druhá nejvyšší portugalská fotbalová ligová soutěž, která se hraje od roku 1990.

## Historie
Před rokem 1990 byla pouze jedna profesionální celostátní fotbalová liga v Portugalsku nazvaná Primeira Divisão (první divize). Poslední dva týmy byly sestupujícími a sestoupily do nižší soutěže, Segunda Divisão (regionální liga), zatímco dva nejlepší týmy z této ligy postoupily do nejvyšší portugalské ligy. V roce 1990 byla vytvořena Segunda Divisão de Honra, zatímco původní Segunda Divisão se stala třetí ligou a dostala název Segunda Divisão B.
V roce 1999 portugalský svaz, zvaný LPFP převzal nad Segunda Divisão de Honra kontrolu a přejmenoval ji na Segunda Liga. Segunda Divisão B byla přejmenována zpět na Segunda Divisão.

## Průběh soutěže
Od soutěžního ročníku 2006/07 je v lize 16 týmů, místo 18 z minulých ročníků. Během sezóny hraje každý tým se všemi soupeři, jednou na domácím hřišti a jednom na hřišti soupeře – celkem 30 zápasů. Na konci sezóny postupují první dva týmy do nejvyšší soutěže Primeira Liga a poslední dva týmy tabulky sestupují do nižší soutěže Segunda Divisão.

## Přehled vítězů
Zdroj:
- Sezóna – klub (město)
- 1990/91 FC Paços de Ferreira (Paços Ferreira)
- 1991/92 SC Espinho (Espinho)
- 1992/93 CF Estrela Amadora (Amadora)
- 1993/94 FC Tirsense (Santo Tirso)
- 1994/95 Leça FC (Leça da Palmeira)
- 1995/96 Rio Ave FC (Vila do Conde)
- 1996/97 SC Campomaiorense (Campo Maior)
- 1997/98 UD Leiria (Leiria)
- 1998/99 Gil Vicente FC (Barcelos)
- 1999/00 FC Paços de Ferreira (Paços Ferreira)
- 2000/01 CD Santa Clara (Ponta Delgada)
- 2001/02 Moreirense FC (Moreira de Cónegos)
- 2002/03 Rio Ave FC (Vila do Conde)
- 2003/04 GD Estoril Praia (Estoril)
- 2004/05 FC Paços de Ferreira (Paços Ferreira)
- 2005/06 SC Beira-Mar (Aveiro)
- 2006/07 Leixões SC (Matosinhos)
- 2007/08 CD Trofense
- 2008/09 SC Olhanense
- 2009/10 SC Beira-Mar (Aveiro)
- 2010/11 Gil Vicente FC (Barcelos)
- 2011/12 GD Estoril Praia (Estoril)
- 2012/13 CF Os Belenenses (Lisabon)
- 2013/14 Moreirense FC (Moreira de Cónegos)
- 2014/15 CD Tondela (Tondela)
- 2015/16 FC Porto B (Porto)
- 2016/17 Portimonense SC (Portimão)
- 2017/18 CD Nacional (Funchal)
- 2018/19 FC Paços de Ferreira (Paços de Ferreira)
- 2019/20 Bez vítěze
- 2020/21 GD Estoril Praia (Estoril)
- 2021/22 Rio Ave FC (Vila do Conde)
- 2022/23 Moreirense FC (Moreira de Cónegos)
- 2023/24 CD Santa Clara (Santa Clara)